# Мирончик, Флорин
Флорин Джеорджан Мирончик (рум. Florin Georgian Mironcic; 4 мая 1981, Брэила) — румынский гребец-каноист, выступал за сборную Румынии на всём протяжении 2000-х годов. Участник двух летних Олимпийских игр, серебряный и дважды бронзовый призёр чемпионатов мира, двукратный чемпион Европы, победитель многих регат национального и международного значения.

## Биография
Флорин Мирончик родился 4 мая 1981 года в городе Брэила. Активно заниматься греблей начал с раннего детства, проходил подготовку в Бухаресте, состоял в столичном спортивном клубе «Динамо».
Благодаря череде удачных выступлений удостоился права защищать честь страны на летних Олимпийских играх 2004 года в Афинах — стартовал здесь в одиночках на пятистах метрах, но сумел дойти лишь до стадии полуфиналов, где финишировал восьмым.
Первого серьёзного успеха на взрослом международном уровне добился в 2005 году, когда попал в основной состав румынской национальной сборной и побывал на чемпионате Европы в польской Познани, откуда привёз награду бронзового достоинства, выигранную в зачёте четырёхместных каноэ на дистанции 1000 метров. Кроме того, в этом сезоне в той же дисциплине получил серебро на чемпионате мира в хорватском Загребе. Год спустя на европейском первенстве в чешском Рачице трижды поднимался на пьедестал почёта: взял серебро в одиночках на пятистах метрах, а также одержал победу в одиночках на тысяче метрах и в четвёрках на пятистах метрах. При этом на мировом первенстве в венгерском Сегеде завоевал бронзовую награду в полукилометровой гонке четырёхместных экипажей. Ещё через год на чемпионате мира в немецком Дуйсбурге повторил это достижение, снова стал бронзовым призёром среди четвёрок на пятистах метрах.
В 2008 году Мирончик добавил в послужной список серебряную награду, выигранную в четвёрках на тысяче метрах на европейском первенстве в Милане, и прошёл квалификацию на Олимпийские игры в Пекине. Стартовал здесь в программе одиночных каноэ на дистанциях 500 и 1000 метров, в обоих случаях благополучно добрался до финала, а в решающих заездах показал седьмой и шестой результаты соответственно. Вскоре по окончании этих соревнований принял решение завершить карьеру профессионального спортсмена, уступив место в сборной молодым румынским гребцам.